# Рајхскомесаријат Остланд
Рајхскомесаријат Остланд — административно-територијална творевина под контролом Трећег рајха у источној Европи. У састав Остланда су улазиле земље Прибалтика и Белорусија, делови Украјине, Русије и источне Пољске. Средиште администрације је било у Риги. Руководиоци су били рајхскомесар Хинрих Лозе, и краће време током 1944. године Ерих Кох.
У састав Остланда су улазили генерални окрузи:
- Белорусија, са центром у Минску (генерални комесар Вилхелм Кубе, после његовог убиства Курт фон Готберг)
- Литванија, са центром у Каунасу (генерални комесар Теодор Адријан фон Рентелн)
- Летонија, са центром у Риги (генерални комесар Ото-Хајнрих Дрекслер)
- Естонија, са центром у Талину (генерални комесар Карл Сигисмунд Лицман)

Осим намесника — немачких генералних комесара — у 3 од 4 округа постојале су локалне колаборационистзичке самоуправе, на чијем челу су стајали:
- Литванија — «генерални саветник» генерал Петрас Кубилинас
- Летонија — «генерални директор» генерал Оскарс Данкерс
- Естонија — «национални директор» Хјалмар Меје

У Белорусији је 1943. године била основана Белоруска централна рада на челу с Радославом Островским, али функција овог органа је била углавном саветодавног карактера.